# Portrait d'homme, dit de Soranzo
Portrait d'homme, dit de Soranzo – en italien Ritratto maschile – est un tableau réalisé au XVIe siècle par le peintre italien Le Tintoret. Cette huile sur toile est un portrait en buste d'un  homme  roux  barbu  devant un fond  noir. D'après Rodolfo Pallucchini, il s'agirait d'une étude préparatoire pour le Portrait de Lorenzo Soranzo, daté de 1553 et conservé à Vienne, en Autriche. Achetée à François Cacault en 1810, l'œuvre fait partie des collections du musée d'Arts de Nantes, à Nantes, en France.

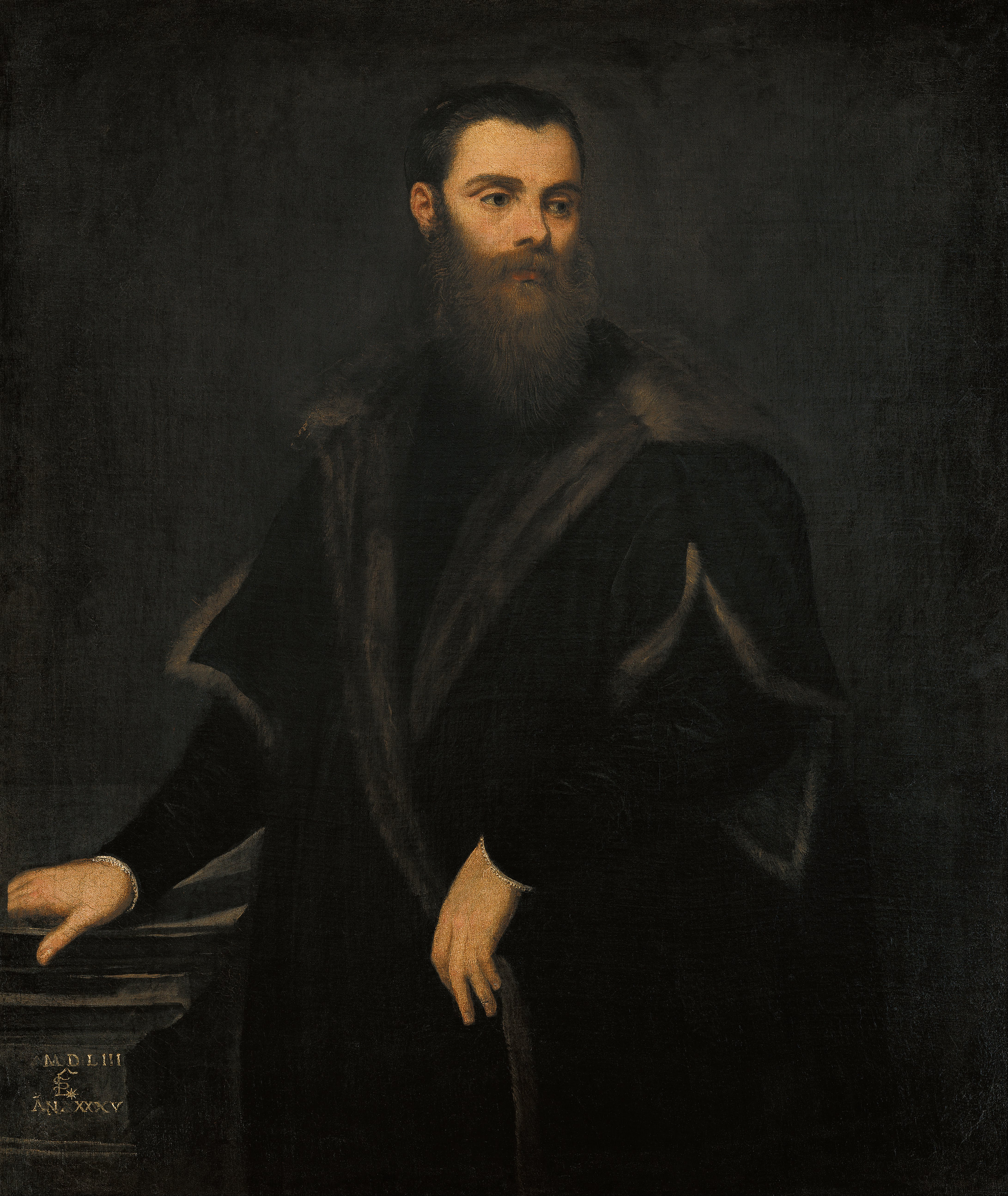
Portrait de Lorenzo Soranzo, 1553, musée d'Histoire de l'art de Vienne, Vienne.